# 실로폰
실로폰(영어: Xylophone← 고대 그리스어: ξύλον xúlon '나무' + 고대 그리스어: φωνή phōnḗ '소리'에서 유래함 ) 또는 목금(木琴)은 길고 짧게 만들어 조율된 다수의 나무 조각을 늘어놓고 두드려 가락을 연주하는 타악기이다. 글로켄슈필이 금속으로 이루어진 타악기라면, 실로폰은 목재로 구성되어 있기 때문에 '목금'이라고도 한다. 실로폰은 세계 각지, 특히 동남아시아, 아프리카 지방에서 많이 볼 수 있다.

## 역사
실로폰은  아프리카와 아시아에서 유래한 악기이다.

## 실로폰의 변화
처음에는 길이가 다른, 즉 음높이가 다른 통나무를 때려서 소리를 내었으나 후에는 나무의 판이 쓰이게 되었다. 대(竹)를 산출하는 동남아시아에서는 동종의 악기로 목재를 대신하여 대를 많이 쓰고 있다. 아프리카의 목금에 보통 오이[瓜] 또는 조롱박 외피를 울림통으로 하여 발음판에 붙인 것이 많으며 이런 것들은 흑인 노예와 함께 아메리카 대륙으로 건너가 멕시코, 페루 등에도 퍼졌다.
아프리카에서 아메리카로 전해진 울림통이 붙은 실로폰은 보통 마림바(各國共通)라고 부르며, 오이나 박 대신 음판(音板)의 밑에 보다 성능이 좋은 목제 또는 금속제의 아래쪽이 열린 울림통을 가지고 있다. 울림통을 가지기 때문에 음빛깔(音色)은 유연하며 음량도 크다. 그리하여 마림바에는 실로폰보다 음넓이(音域)도 넓은 것이 많고, 소형의 것이라도 바음에서 3옥타브, 대형의 것은 다음에서 4옥타브, 다시 5옥타브의 음넓이를 가지고 있는 것도 있다.
실로폰이라 불리며 오늘날 유럽 음악에 사용되는 것은 음판(音板)이라고 부르는 평균율로 조율된 나무판을 피아노 건반과 같게 늘어놓은 것을 목재, 펠트, 또는 금속의 머리를 붙인 북채로 때려 연주한다. 음역은 일정치 않으나 소형의 것으로 다음에서 2옥타브, 대형의 것은 바음에서 3옥타브에 이른 것도 있다.
유럽에서 문헌상 최고의 실로폰은, 16세기에 나타나 밀짚 위에 나뭇조각을 늘어놓은 것으로 슈트로피델이라 부른다. 유럽에서는 원래 음판을 앞에서부터 낮은음이 되도록 세로로 놓고 연주하였으나 1920년대부터 가로로 놓고 연주자는 피아노를 칠 때와 같이 좌로 갈수록 낮은음이 되도록 놓고 연주하게 되었다. 주법을 보면, 실로폰 및 마림바는 모두 가락을 연주함과 동시에 극히 명백한 스타카토풍의 리듬을 연주할 수가 있어 경음악에서 특히 애용된다. 보통 가락을 연주하기 위해서는 죄우의 손에 1개씩 2개의 채를 쓰며 화음을 연주하기 위해서는 2개씩 모두 4개의 채를 쓴다.

## 같이 보기
- 글로켄슈필
- 마림바